# Sierra de Maigualida
La sierra de Maigualida se encuentra en la región de Guayana en los estados Amazonas y Bolívar en el sur de Venezuela. La misma es el accidente orográfico montañoso no sedimentario granítico más extenso y alto del Escudo Guayanés, que posee una longitud de unos 200 km y unos 40 km en sentido transversal, comprende una superficie de unos 7.000 km².
El cerro Yudi con 2.400 m s. n. m., que se encuentra en el sector norte de la sierra, es la cumbre más elevada. El resto de las cumbres rondan los 1.600 a 2.200 m s. n. m. En esta sierra habita la etnia Hotï.
Su divisoria de aguas forma parte de la frontera entre los estados de Bolívar, al este, y Amazonas al oeste. Las estribaciones del norte alcanzan casi el sector medio del río Orinoco, mientras que el límite sur está formado por las laderas del sur de la Sierra Uasadi. Hacia el sur, la elevación promedio de las montañas disminuye constantemente hasta convertirse en colinas bajas  de unos 600 m s. n. m. de elevación en las cabeceras del río Erebato. En contraste con las  montañas de mesa de arenisca ("tepuis") dispersas sobre el territorio del norte del Escudo de Guayana, como el monte Roraima, el monte Duida o el Cerro de la Neblina, la Sierra de Maigualida es un sistema montañoso compuesto por rocas ígneas-metamórficas (principalmente granitos pertenecientes a la Formación Santa Rosalía del Grupo Proterozoico Cuchivero). Esto implica diferentes procesos geoquímicos de meteorización del sustrato y, por lo tanto, también diferentes condiciones edáficas para la vida vegetal que crece en él.